# 杨贤金
杨贤金（1962年12月—），男，汉族，江苏高淳人，中华人民共和国政治人物、材料学家，曾任同济大学党委书记，福建省人民政府副省长、党组成员。2019年5月，任中共福建省委常委、组织部长。2021年8月，任天津大学党委书记。

## 简历
1980年9月至1984年7月，在天津大学金属材料专业就读本科生。
1984年7月至今，在天津大学任教。
1986年9月至1989年6月，天津大学材料科学与工程系硕士研究生就读。
2001年2月起任天津大学党委副书记（1997.09—2001.03天津大学材料科学与工程学院生物医学工程专业在职研究生学习，获工学博士学位；2001.04遴选为博士生导师）；
2007年12月起任天津大学党委常务副书记（正局级） ；
2011年11月起任华东理工大学党委书记；
2014年12月起任同济大学党委书记（副部长级） ；
2017年6月起任福建省政府党组成员；
2017年7月起任福建省政府副省长、党组成员，2017年8月兼福建行政学院院长、省红十字会会长；
2019年5月起任福建省委常委、组织部部长；
2021年8月起任天津大学党委书记（副部长级）。